# ストローブマツ
ストローブマツ（学名: Pinus strobus）は、マツ科マツ属の樹木である。木材利用等で有用な樹種との評価を受けており、丸太や製材品の形での取引も多い。
材が白い（white）マツ（pine）であるから、原産地では「ホワイトパイン（White Pine）」「イースタンホワイトパイン（Eastern White pine）」と呼ばれる。Eastern はアメリカ合衆国の東部に分布していることを指している。これは、同西部に分布し、同じく「ホワイトパイン（White Pine）」と呼ばれることがある、モンチコラマツ（学名 : Pinus monticola）と区別するためである。他にも「ノーザンホワイトパイン（Northern White Pine）」、「ソフトパイン（Soft Pine）」などとも呼ばれている。イギリスでは「ウェーマスパイン（Weymouth pine）」の愛称も知られている。アメリカの先住民族インディアンの部族うち、本種の分布地域を拠点とするイロコイ連邦では本種は平和の樹としてあがめられている。

## 形態
「ホワイトパイン」の愛称を持つ樹はマツ属の中でもさらにストローブ亜属に分類される。
幹は真っ直ぐに生長して樹高は45メートル以上になり、枝はほぼ水平に出てわずかに上を向く。樹形はいわゆるピラミッド形になるが、樹齢を重ねると下の方が擦り切れたような不規則な樹形となる。いわゆる五葉松の一つであり、針葉は一般に5枚が束生しており、落葉性の鞘に包まれている。葉は柔らかく、青みがかった緑色をしており、長さは5cmから13cmである。葉の断面は三角形で、それぞれの面に白線が入っている。葉の寿命は約18カ月で、寿命が来ると鞘とともに落下する。
松かさは赤茶色で細長く、長さが8〜16cm、幅が4〜5cm程度である。日本の一般的なマツ同様に鱗片を持ち、個々の鱗片は先端が微妙に反る。種は長さ5mm程度、15〜20mmほどの細長い翼を持っており、風によって散布される。松かさの成熟には3年から5年を要する。

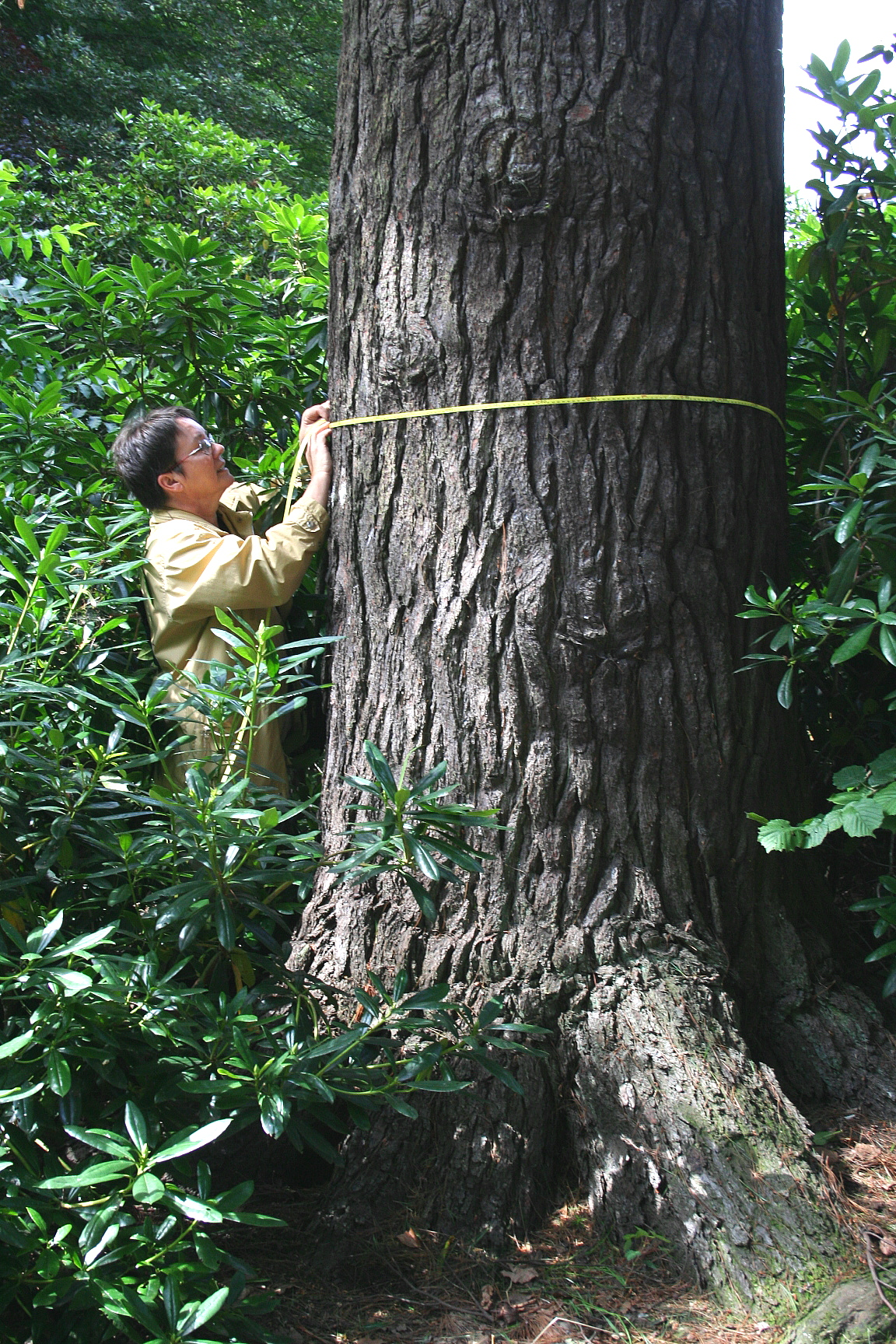
樹皮
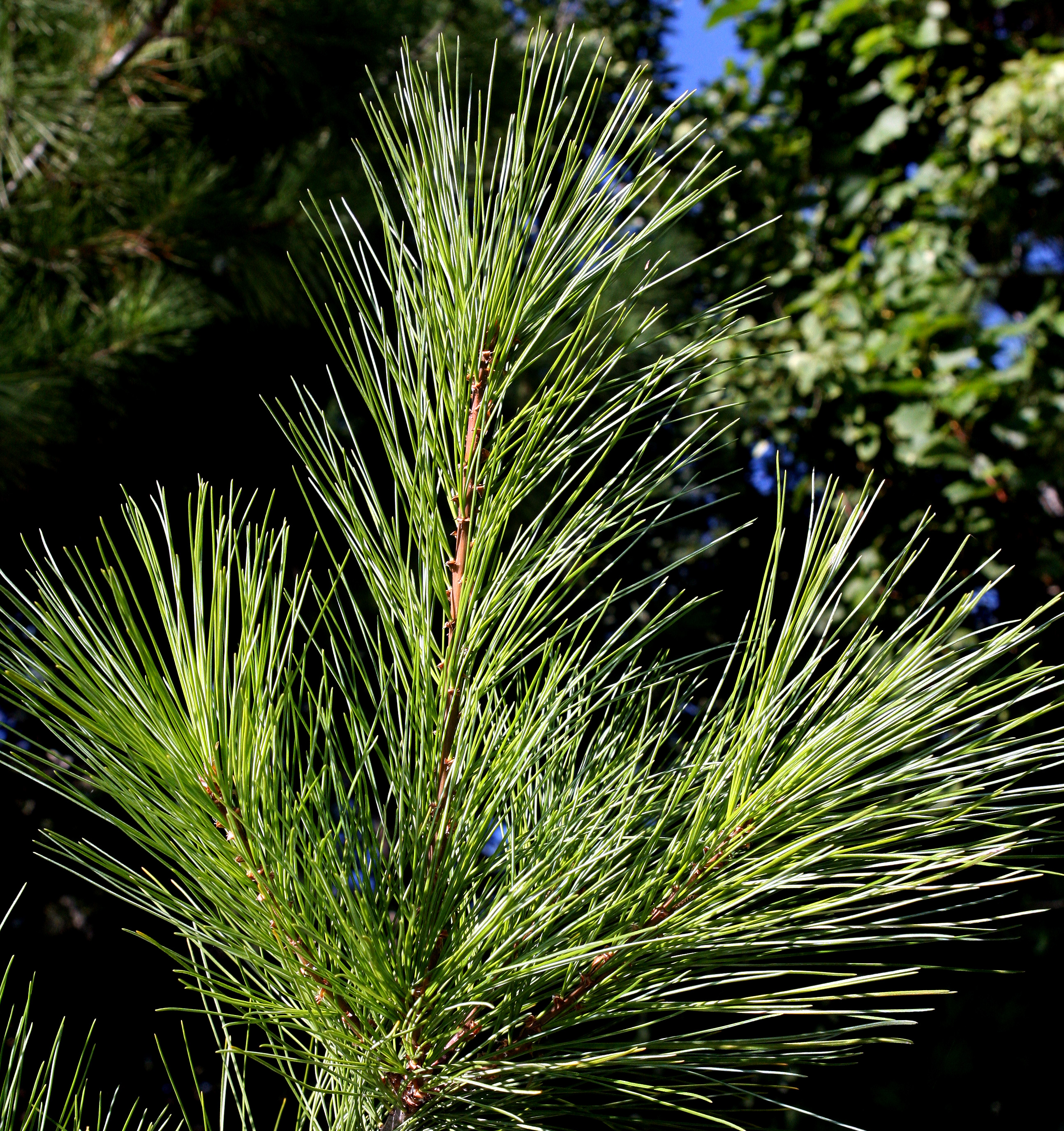
葉
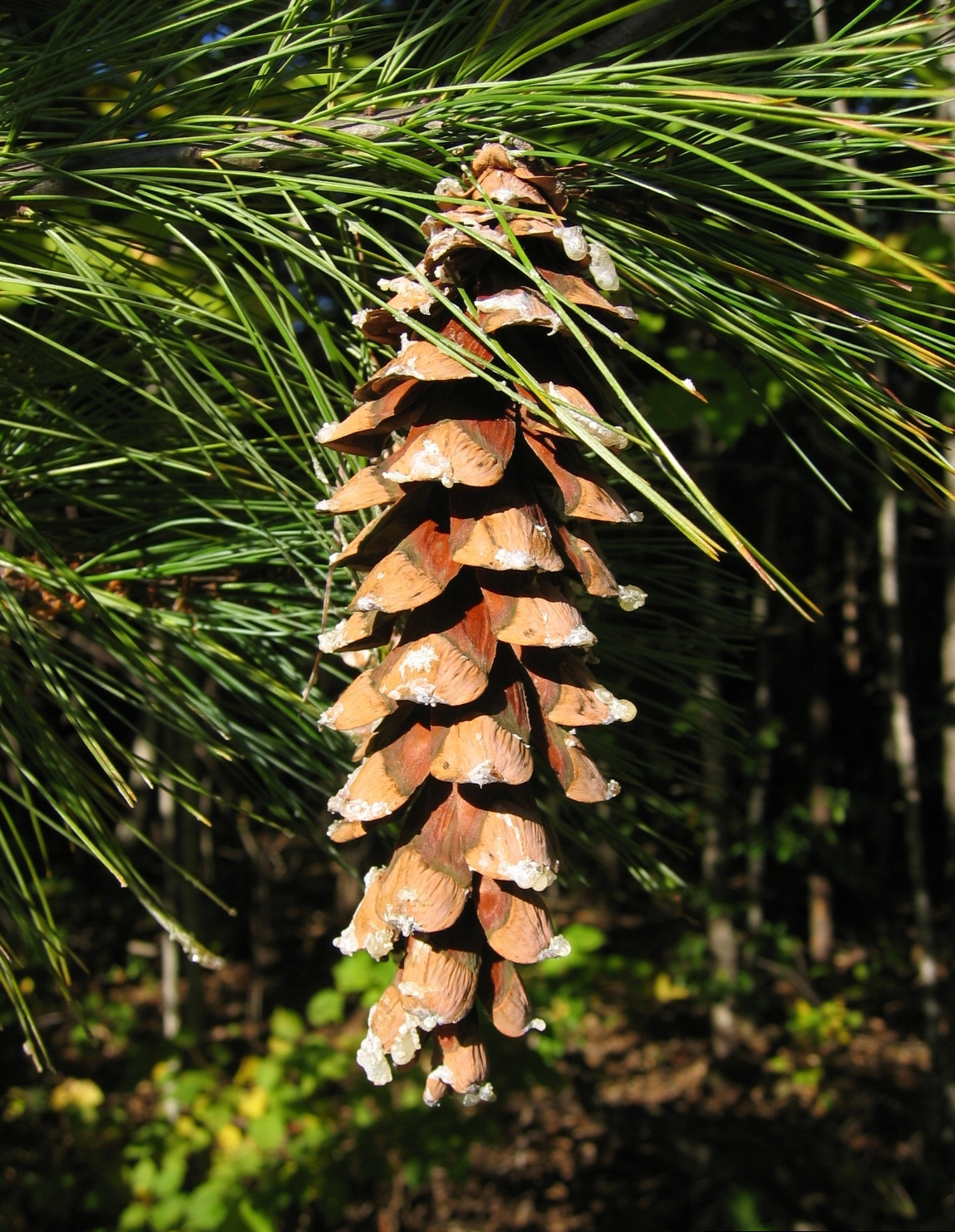
球果
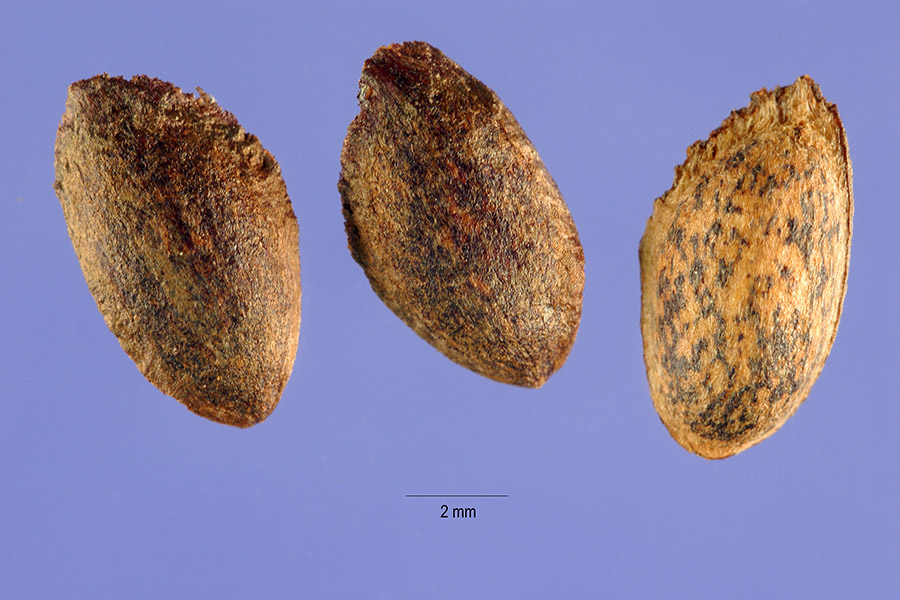
種子

## 生態
成木になるには200年から250年かかる。一部の個体では400年以上生きているものも発見されている。ニューヨーク州シラキュースにあった個体は1980年時点で458年生であった。ウィスコンシン州やミシガン州の個体は500年生に達している。
幼木のうちは、他の高い樹木に日光を遮られて生存競争に負けることが多いが、同種の木の中で成長すると高さは45メートルを超えるほどになり、森林の中で一際高く生長することによって生き抜く戦略を採っている。また、植物の生育に不可欠な土壌に含まれる窒素分を取り込む能力が高いため、周囲の土壌から窒素を集めて他の植物を育ちにくくし、自身は体内に蓄えた窒素化合物を使って生育していく。風媒花で、大量の黄色い花粉を風に乗せて飛散する。
本種は火災に対してはすこし耐性がある。成木が火災で生き残れば、既存の植生が壊滅状態になったところに種子を散らして、効率よく成長・繁殖が出来るためであると考えられている。火災で燃えてしまうために野生状態では幹の下半分には枝が付いていないことが多い。ゾウムシによる食害や菌類による病害は成木にも被害を与える。とくに菌類の感染によって発症する五葉松類発疹さび病は、1900年代からアメリカで大流行し本種を含む五葉松類に壊滅的な被害をもたらした世界三大樹木病の1つである。
五葉マツ類発疹さび病は北アメリカの五葉松（英：white pine）の間で大流行した菌類による樹木の病気である。原因はサビキン（金属の錆のようなので、英語でも"rust"という）。菌の胞子堆が樹皮に出現し発疹（英：blister）のように見えることから、White Pine Blister Rust と呼ばれている。本種においても流行し、多大な被害を出した。発疹さび病による大量死は20世紀の初めには50％～80％に達した。北米で流行したこの病気の菌類はそのライフサイクルの中で2つの宿主を交代で過ごさなくてはならないことが知られている。一つはマツでもう一つはスグリ属（Ribes）の植物であり、そのどちらが欠けても駄目である。だから、森林管理者たちは「もし片方の宿主植物を完全に取り除いたら、病気はなくなるかもしれない」と考えた。この考えに基づいて決定した活動が始まった。商業用のマツを育てている土地の所有者たちはスグリ属の植物を見つけたそばから引き抜き、処分した。この目論見は成功し、被害は減少した。抵抗性品種の開発なども相まって、発疹さび病による枯死は3％にまで低下している。今日ではアメリカにおいて野生のスグリ属の植物は以前と比べてかなり少なくなった。いくつかの野生のスグリ属の植物の栽培は厳しく制限されるばかりでなく、違法となることさえもある。一方でスグリ属の中でも商業用の品種（ある種のスグリの実は食用で、ジャムの製造などで有用である）はさび病に対して高い耐性を持つように作り出されている。

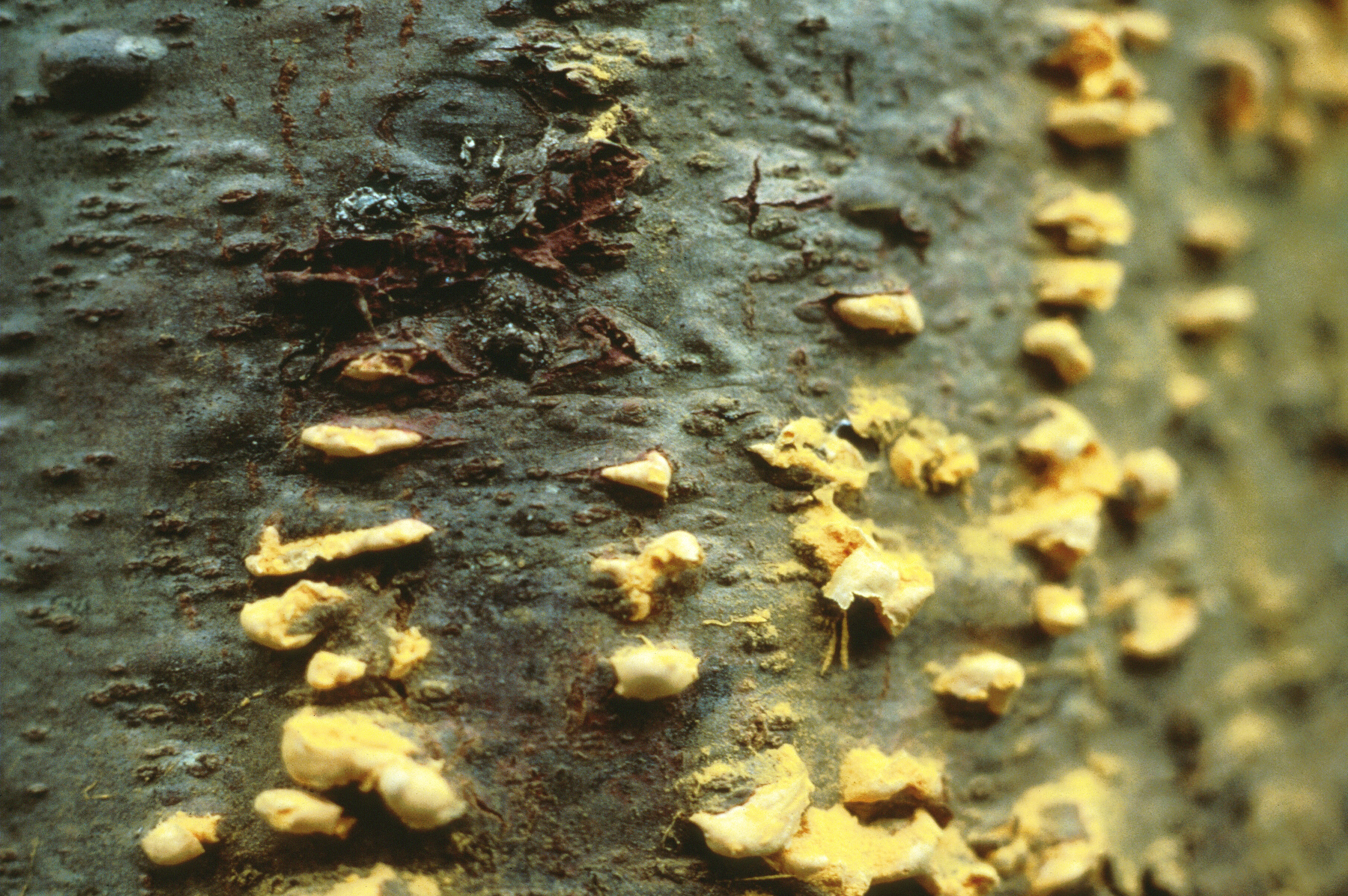
五葉松発疹さび病を発病した個体の樹皮。画像は近縁種のPinus monticolaのもの
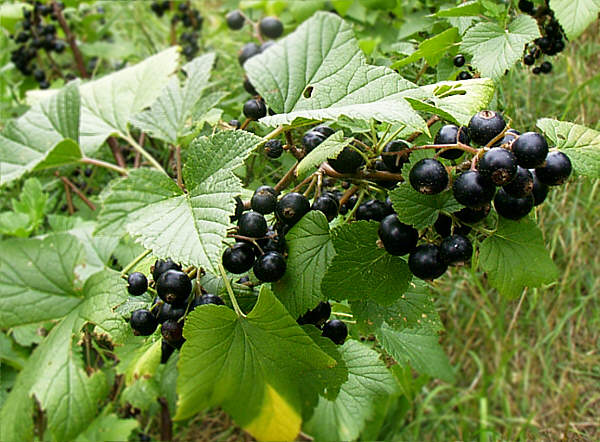
ヨーロッパ原産のクロスグリ（Ribes nigrum）、サビキンへの感受性が強く、野生種とともに大量処分された。

## 分布・生息域
原産地は北アメリカ東部、具体的には東はニューファンドランド島から西はアメリカのミネソタ州やカナダのマニトバ州南東部まで、南端はアパラチア山脈でこれに沿ってジョージア州北部までの範囲に分布している。日本では北海道を中心に植林されている。
本種は水はけのよい土と冷涼かつ多湿な環境を好むが、沼地のような水はけの悪いところや逆に岩場のような乾燥したところでも生育する。他の種と混生するような場所では高い樹高を持つ本種は他の種に対して優先種となり、イスカのような森の鳥たちやリスのような哺乳動物に食べ物と隠れ家を提供する。

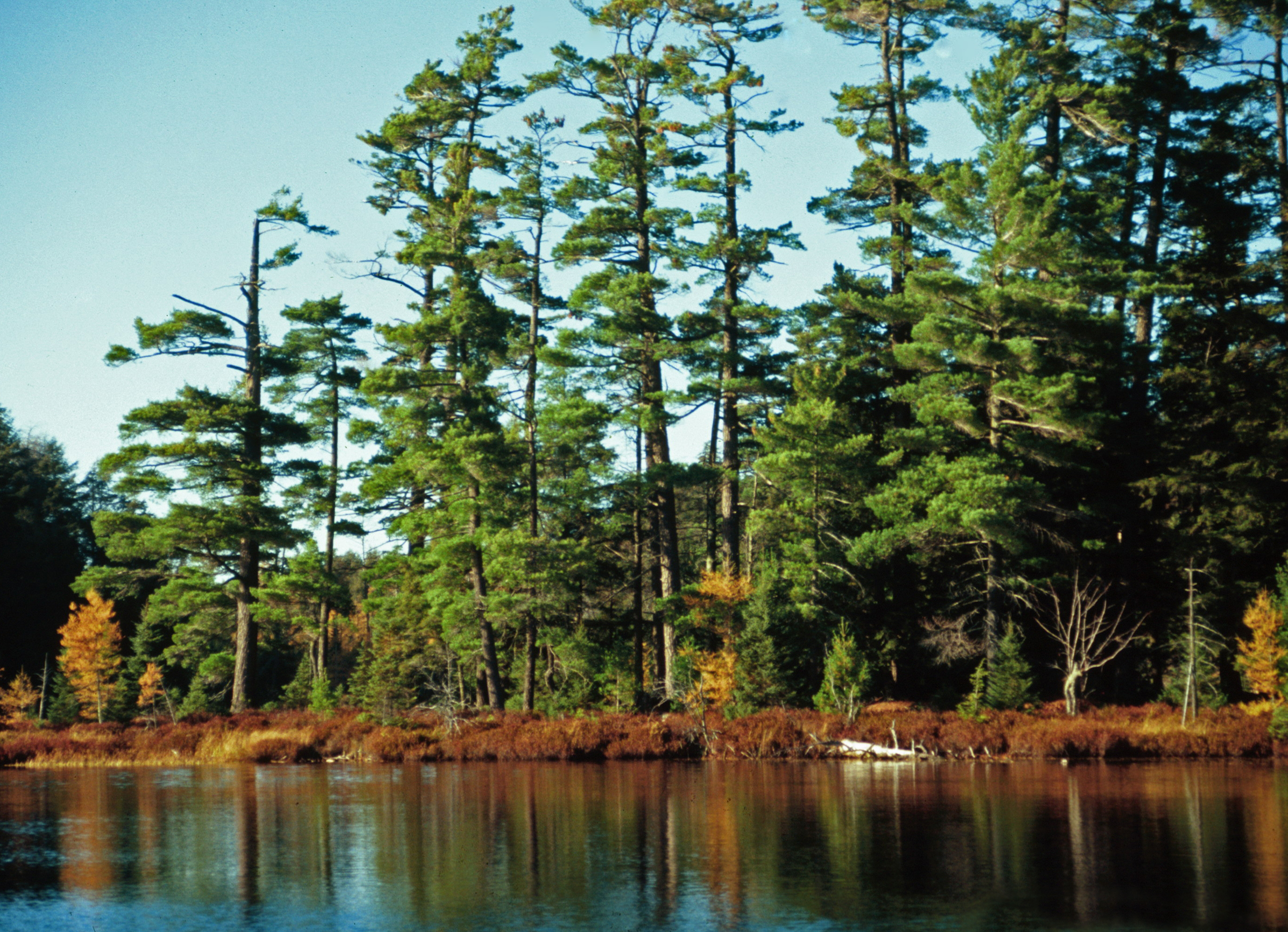
水辺に生えるストローブマツ。ミシガン州にて

## 保全状況評価
- LEAST CONCERN (IUCN Red List Ver. 3.1 (2001))[1]

## 人間との関わり
ストローブマツの幹は真っ直ぐで長いうえ、軽さの割にかたくて丈夫な材であることから、経済的・戦略的な価値が見いだされている。
帆船が船の主役だった時代には、本種を含めホワイトパインは帆を張るマストに最適であった。帆船時代はマストが高くて丈夫な船ほど、帆に多くの風を受けて大きな推進力が得られたため、他国との競争に勝つためにもストローブマツ材のマストには非常に大きな価値があった。アメリカ合衆国がイギリス帝国の植民地だった17世紀から18世紀ごろなどには、良い立木はイギリス海軍が予約しており、その木にはイギリス所有の印（いわゆるブロードアロー）が付けられていたほどである。
小さめの個体は生きたクリスマスツリーとして使われる。
本種の葉はレモンと比べて約5倍のビタミンCを含み、また毒性もなく食用にできる。このためにハーブティーなどとして飲まれることがある。ポリフェノールの一種であるレスベラトロールを生成するときの原料にもなる。アメリカ先住民は、ストローブマツの針状葉から壊血病に効くお茶を作って飲用し、水に浸した樹皮は傷の痛み止め、樹脂は木製のカヌーのひび割れを補修する充填剤に利用していた。
ストローブマツはアメリカの国鳥ハクトウワシが営巣する樹としても知られ、イギリス植民地時代からアメリカ合衆国の独立を象徴する木とされる。植民地時代に利用価値の高いストローブマツを伐採することを本国イギリスから禁じられたことに激怒したアメリカは、ストローブマツを切ることがイギリス本国に対する最初の抵抗の一つとなった。さらに、1774年にストローブマツの輸出禁止を決定したアメリカの植民地代表からなる大陸会議は、その2年後のアメリカ独立戦争時には大陸海軍の軍艦にストローブマツを描いた旗をマストに掲揚したという。